# Georgij Milljar
Georgij Francevič Milljar (rusky Георгий Францевич Милляр; 7. listopadu 1903 Moskva – 4. června 1993 tamtéž) byl ruský filmový a divadelní herec, představitel komických a záporných rolí, známý svojí oblíbenou stylizací do ženských postav.
Pocházel ze zámožné rodiny, jeho otec Franz de Millieu byl stavitel mostů narozený v Marseille a matčina rodina vlastnila zlaté doly na Sibiři. Po revoluci si proto změnil příjmení, aby nepřitahoval pozornost sovětských orgánů ke svému buržoazně kosmopolitnímu původu. Vyrůstal v Gelendžiku, v místním divadle dělal kulisáka a k herectví se dostal jako záskok v roli Popelky. Roku 1924 získal angažmá v moskevském Revolučním divadle, avšak od třicátých letech se zaměřil na filmové herectví. Režisér Alexandr Rou Milljara často obsazoval do svých pohádkových komedií, kde drobný herec s výraznou mimikou a skřípavým hlasem vynikl jako představitel Kostěje (Bohatýr Nikita) a Baby Jagy (Mrazík, Zakletá nevěsta, Zlaté parohy), ve filmu Ohněm, vodou a trubkami ztvárnil obě tyto postavy. Ve filmu O plačtivé princezně hrál cara Gorocha, v gogolovské adaptaci Večery na samotě u Dikaňky měl dvojroli ďábla a vesnické klepny a ve filmu Království křivých zrcadel zvládl dokonce trojroli.
U jiných sovětských režisérů dostával Milljar hlavně epizodní role, jako byl francouzský zajatec v oscarovém filmu Sergeje Bondarčuka Vojna a mír, dvorní šašek v historickém snímku Balada o Beringovi a jeho přátelích nebo starý šachista v dramatu z občanské války Šestý, kdo jde na smrt. Hrál ve více než dvou stech filmech, vytoužené velké charakterní role se však nedočkal. Vystupoval také v satirickém pořadu Jeralaš, namlouval animované filmy a daboval (např. Jeana Témersona ve filmu Hrabe Monte Christo). V roce 1988 byl jmenován národním umělcem RSFSR.
Milljar byl v moskevských uměleckých kruzích známý kritickým vztahem ke komunistickému režimu a pravidelnými návštěvami bohoslužeb. Ve volném čase se věnoval kreslení karikatur a literární činnosti, vydal vzpomínkovou knihu Я — второй Раневская, или Й — третья буква. Byl dvakrát ženatý – první manželství brzy ztroskotalo na nevěře partnerky, pak si až v 65 letech vzal vdovu ze sousedství, tento sňatek měl údajně maskovat hercovu homosexuální orientaci.